# بنجار، جاوا غربی
بنجار (به لاتین: Banjar) یک منطقهٔ مسکونی در اندونزی است که در جاوه غربی واقع شده‌است.
 بنجار ۱۳۱٫۹۷ کیلومتر مربع مساحت و ۱۸۲٬۸۱۹ نفر جمعیت دارد و ۹۷ متر بالاتر از سطح دریا واقع شده‌است.